# Enclos des fusillés (Liège)
Pour les articles homonymes, voir Enclos des fusillés.
L'Enclos des fusillés de Liège est un petit cimetière situé dans le parc de la citadelle qui compte 415 tombes de personnes fusillées ou abattues par la Wehrmacht ou la Waffen-SS pendant la Seconde Guerre mondiale ainsi que celle de l’aumônier de la citadelle de Liège Mathieu Voncken.

## Situation et description
L'enclos et son cimetière font partie des vestiges du bastion Saint-François de l'ancienne citadelle.
L'entrée des lieux se fait par le cimetière qui comporte 416 sépultures avec croix mais seules 98 personnes, sans compter l’aumônier Voncken, restent inhumées. Les autres corps ayant été rendus à leur famille. Viennent ensuite la pelouse d'honneur avec l'endroit des poteaux d'exécution, un enclos muré, dit place d'armes, avec le souterrain par où arrivaient les condamnés en provenance du bloc 24 et un deuxième enclos muré accessible du premier par un escalier et qui a servi de lieu d'exécutions et de fosse commune.

### Monuments

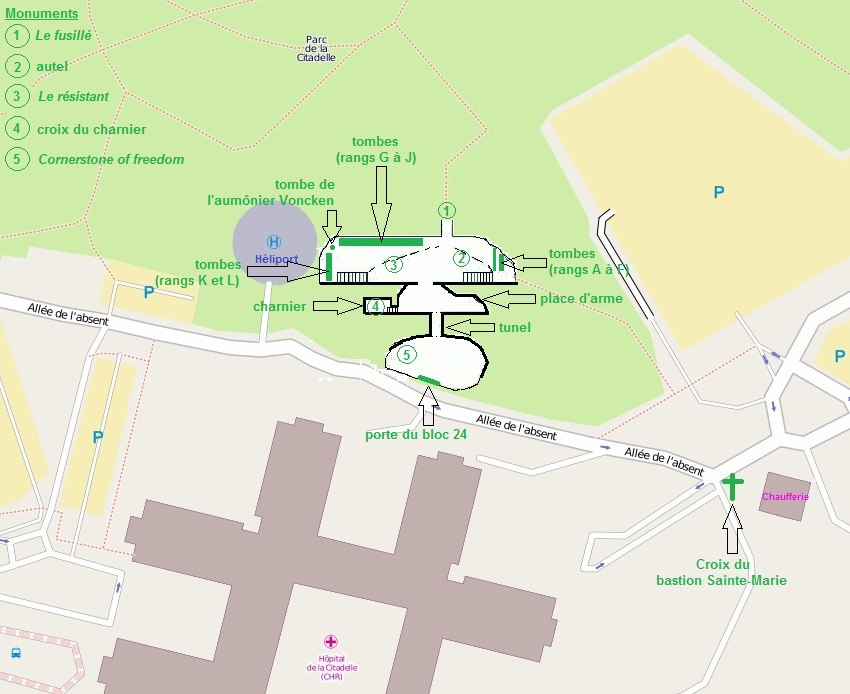
Plan de l'Enclos des fusillés.

Plusieurs monuments émaillent le site de mémoire.
- Bastion Saint-François :
  - entrée principale : le seul des cinq poteaux d'exécution d'origine restant inséré dans un bloc de rocher, une plaque en bronze représentant un fusillé mort, toujours attaché au poteau, ainsi qu'une femme et deux enfants en pleur et l'inscription « N'oubliez pas mes enfants... » (plaque disparue en janvier 2013[1]) ;
  - cimetière : 
    - monument aux résistants à l'endroit des exécutions. En 1951, de la terre provenant d'un lieu d'exécution de la région gantoise a été unie à celle de la citadelle,
    - un autel au sommet d'un perron et surmonté d'une croix blanche sur la pelouse d'honneur ;

  - place d'arme : une plaque commémorative sur le mur extérieur ;
  - charnier : une croix blanche avec l'inscription « Charnier où furent retrouvés les derniers fusillés » ;
  - corps de place :
    - plaque commémorative sur la porte du bloc 24,
    - monument Cornerstone of Freedom.
- Bastion Sainte-Marie :
  - une haute croix blanche à l'endroit des sept premières exécutions.

### Tombes notables

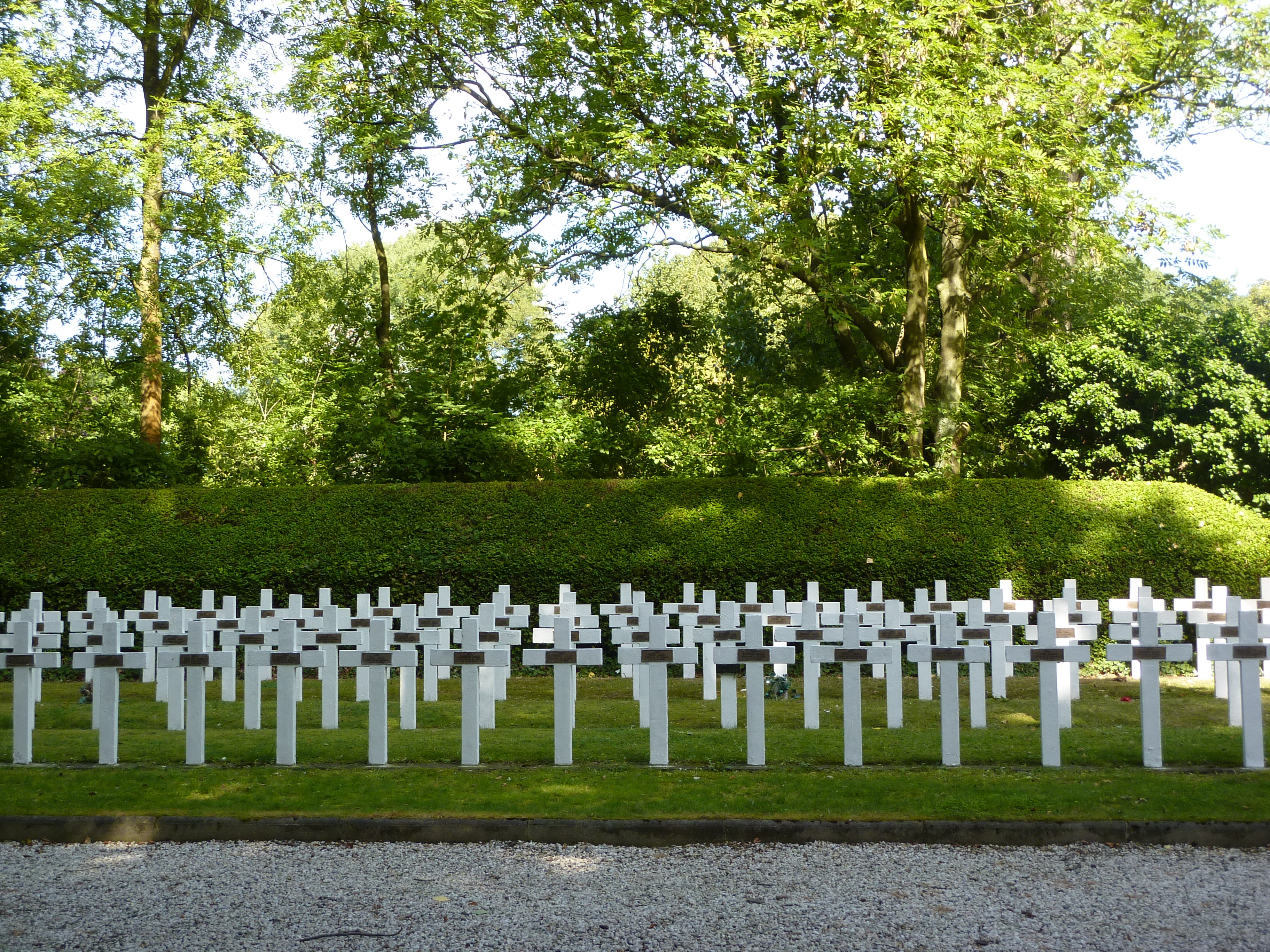
Une partie des tombes.

- Mathieu Voncken[2] : prolongement du rang J, chanoine et aumônier des fusillés de la Citadelle de Liège, mort le 30 mars 1971, a tenu à reposer au milieu des condamnés qu'il assistait lors de leur exécution. Corps présent ;
- Louis Joseph Rademecker : commissaire de police du quartier de Sainte-Walburge, dirigeant la 4e division du Service de Renseignement et d'Actions (SRA), arrêté le 6 décembre 1942, non jugé, décédé le 14 mars 1943 en cellule au bloc 24 à la suite des tortures qui lui ont été infligées, les Allemands prétendent qu'il s'est pendu. Corps transféré le 19 juillet 1945 au cimetière de Sainte-Walburge. Une stèle érigée à sa mémoire est inaugurée, le 26 janvier 1974, rue Hullos sur la façade du commissariat de Sainte-Marguerite ;
- Paul Henry de La Lindi : corps transféré le 24 août 1948 à la pelouse d’honneur des aviateurs du cimetière de Bruxelles[3] ;
- Raymond Lépouse : agent des Intercommunaux liégeois, membre de l'Armée secrète, arrêté le 20 juillet 1944, se jette par une fenêtre du deuxième étage du Palais des princes-évêques, les mains liées dans le dos, pour ne pas révéler les noms de ses compagnons, meurt le lendemain à l'hôpital Saint-Laurent. Corps transféré ?[précision nécessaire]. Le 25 novembre 1945, un mémorial est inauguré rue Sainte-Ursule — actuellement espace Tivoli — à l'endroit exact de sa chute. Malheureusement, la plaque en bronze du mémorial est volée en janvier 2011 par un ou des inconnus[4]. Une nouvelle plaque est replacée le 7 janvier 2012 ;
- Henri Demeuse : déserteur de la 28e division SS Wallonie, arrêté par la Feldgendarmerie, incarcéré à Huy, fusillé à la Citadelle de Liège. Lors de l'exhumation des corps fin 1944 début 1945, les membres de la Croix-Rouge de Belgique sont surpris de voir un corps revêtu d'un uniforme allemand. Corps présent ?[précision nécessaire] ;
- résistants du réseau Clarence fondé et dirigé par Walthère Dewé[5] :
  - Paul Désirant : curé de Devantage, fusillé le 31 août 1943 à la Citadelle de Liège. Corps transféré au cimetière de Devantage,
  - Nicolas Doyen : fusillé le 25 octobre 1942 à la Citadelle de Liège. Corps transféré au cimetière de Jupille-sur-Meuse.

## Historique
Dès l'occupation de Liège par les troupes allemandes en mai 1940, la citadelle leur sert de caserne, de centre d'entrainement pour les gardes wallonnes et le bloc 24 de prison pour les Juifs et les patriotes.
La première exécution a lieu le 21 mai 1941. Il s'agit du maréchal des logis René Zabeau accusé par les Allemands d'avoir abattu un des leurs au fort de Tancrémont alors qu'il s'enfuyait. Cette première exécution ainsi que les six suivantes n'ont pas lieu dans le bastion Saint-François mais dans le bastion Sainte-Marie.
Le 20 janvier 1942, les résistants Georges Béchoux, Georges Gadisseur et Robert Gendarme s'échappent par le bastion Saint-Maximilien. Ce sera la seule évasion.

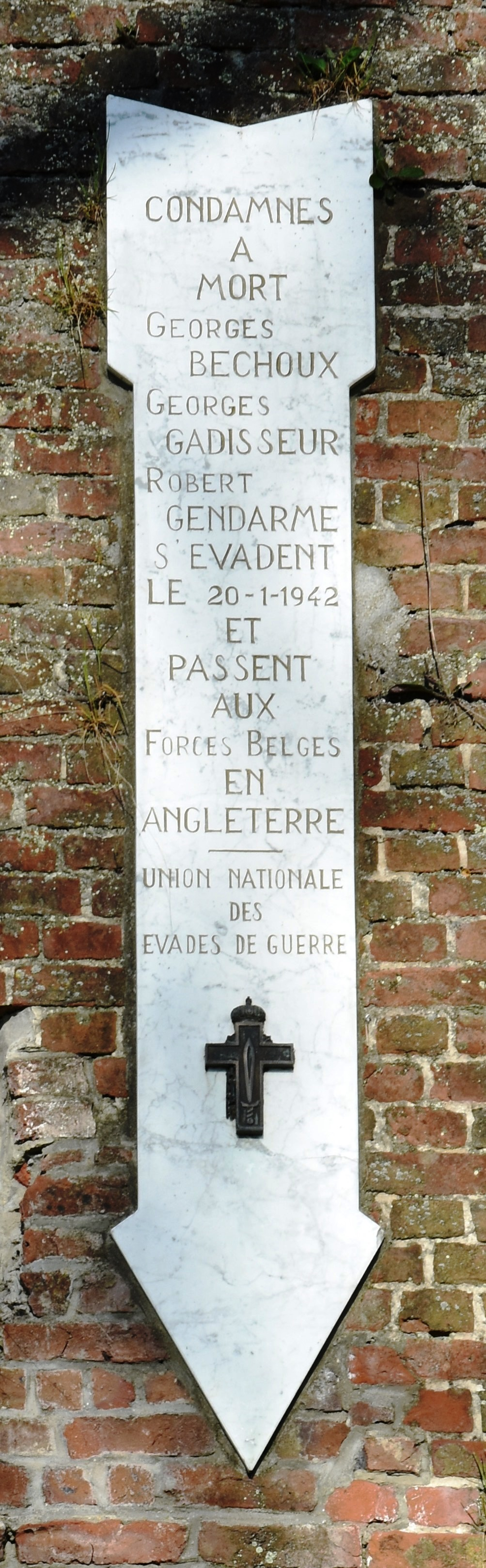
Flèche indiquant l'endroit de l'évasion des résistants.

À partir de 1943, les corps ne sont plus rendus aux familles mais enterrés à la citadelle. Les condamnés ont droit, avant leur exécution, à la visite de l’aumônier et à écrire trois lettres à leur famille à l'aide d'une machine à écrire.
Les quatre dernières exécutions ont lieu le matin du 4 septembre 1944. Dans la nuit du 6 au 7 septembre, les Allemands abandonnent la citadelle non sans emmener des jeunes prisonniers qu'ils exécutent au pont-barrage de Monsin avant de jeter leur corps dans la Meuse. Le 7 septembre, les prisonniers se libèrent eux-mêmes.
En octobre 1944, le Front de l'Indépendance remet la citadelle à la 3e division blindée de l'armée américaine. L'exhumation, l'identification des dépouilles et le transfert de certaines d'entre elles débutent.
Le nombre de personnes signalées comme exécutées à la citadelle s'élève à 221 — dont 7 au bastion Sainte-Marie et 24 directement à la fosse commune — mais le nombre de tombes s'élève à 418 à cette époque. 197 sépultures concernent des personnes tuées ailleurs. On y recense 10 nationalités : 377 Belges, 10 Luxembourgeois, 10 Polonais, 10 Russes, 6 Français, 1 Néerlandais, 1 Espagnol, 1 Italien, 1 Serbe et 1 Américain.
En 1946, le fossé du bastion  Saint-François est comblé afin de permettre aux familles des victimes restant inhumées de venir se recueillir sans passer par la caserne. L'entrée principale actuelle est inaugurée le 12 octobre 1947.
En 1967, l'armée belge quitte définitivement les lieux acquis par le CPAS de la Ville de Liège. En 1974, la construction du Centre hospitalier régional de la Citadelle nécessite la démolition d'une grande partie de la citadelle.
Le 21 décembre 1977, l'enclos et les vestiges du bastion Saint-François (section 433T2 au plan cadastral) sont classés.
Depuis janvier 2004, le cimetière est géré et entretenu par le ministère de la Défense. Entre 2010 et 2011, la place d'arme, le souterrain et le portail du bloc 24 sont l'objet d'importantes restaurations. La fosse commune reste en attente de telles réfections.
Pendant le week-end du 12 au 13 janvier 2013, des individus dérobent les deux plaques en bronze du monument de l'entrée principale et la plaque de huit tombes.

## Autre lieu d'exécutions
Le fort de la Chartreuse a aussi servi de lieu d'exécutions. Pendant la Première Guerre mondiale, 48 personnes sont fusillées par l'armée allemande. 44 d'entre elles reposent maintenant dans l'enclos des fusillés du cimetière de Robermont, un Anglais, un Néerlandais et un Français ont été rapatriés dans leur pays. Seuls restent inhumés dans le petit enclos, comportant 48 croix, les frères Antony et Louis Collard. En 1982, le monument comportant les noms des 48 fusillés et leur date d'exécution est transféré, ici, de la prison Saint-Léonard lorsque celle-ci est démolie.
Seuls subsistent le dernier couloir voûté que traversaient les condamnés à mort et une casemate avec un petit musée consacré aux fusillés du fort de la Chartreuse.